# 奥尔德日赫·扎布罗茨基
奥尔德日赫·扎布罗茨基（捷克語：Oldřich Zábrodský，1926年2月28日—2015年9月22日），捷克男子冰球运动员。他曾代表捷克斯洛伐克国家队参加1948年冬季奥林匹克运动会冰球比赛，获得一枚银牌。